# Phakellia robusta
Phakellia robusta är en svampdjursart som beskrevs av James Scott Bowerbank 1866. Phakellia robusta ingår i släktet Phakellia och familjen Axinellidae. Arten är reproducerande i Sverige. Inga underarter finns listade i Catalogue of Life.